# Helen Lines
Helen Lines († 2001) fue una astrónoma aficionada estadounidense. En sus comienzos, fue una observadora del cielo profundo y astrofotógrafa. 
Fue una de los primeros miembros de la Sociedad Astronómica de Phoenix, y miembro de la Asociación Americana de Observadores de Estrellas Variables. Ella y su marido, Richard D. Lines, construyeron un pequeño observatorio en Mayer, Arizona. En 1992, ellos ganaron el Premio Logro Aficionado de la Sociedad Astronómica del Pacífico por su trabajo en el campo de la fotometría fotoeléctrica de estrellas variables.